# Bonfim (Roraima)

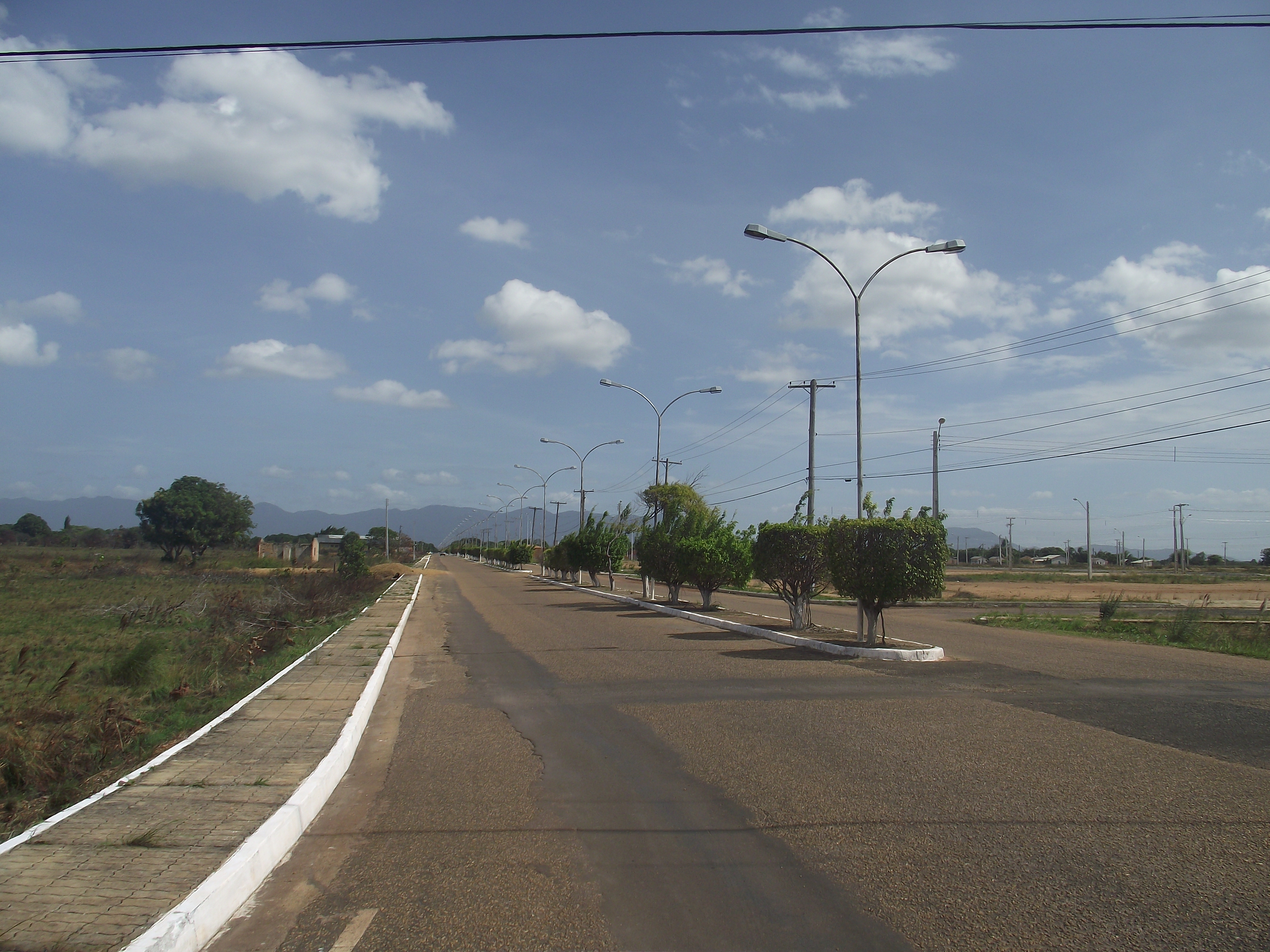
Bonfim.

Bonfim es un municipio (10.951 habitantes) del estado brasileño de Roraima, siendo el quinto mayor en población según lo estimado al 2005 por el Instituto Brasileiro de Geografia e Estatística.

## Historia
El municipio nace en el emplazamiento de una misión religiosa estadounidense.
El municipio fue creado mediante la ley federal N.º 7.009 de 1 de julio de 1982. Ha sido gobernado por 8 prefectos.
El 28 de marzo de 2007  mediante la Resolución 1923 firmada en Brasilia por el presidente Luiz Inácio Lula da Silva y publicada en el Diario Oficial el 2 de abril, Bonfim se convirtió en puerto de entrada para el comercio internacional con Guyana.

## Geografía y transporte
Está localizada en la margen izquierda del río Takutu en la frontera entre Brasil y Guyana. En Bonfim se encuentran las ruinas del Fuerte São Joaquim. Se conecta a Boa Vista por la carretera BR-401, situada a una distancia de 125 km.

## Economía
La agricultura es la principal actividad económica del municipio, destacándose la producción de mandioca, banana, cajú, arroz y millo.

## Infraestructura
En la población existe un hospital público con 25 camas y varios puestos de salud a su interior.
Hay un pelotón especial de fronteras subordinado à la Brigada de Infantería de Selva (situada en Boa Vista) que protege Bonfim.
Cuenta con un sistema de distribución de agua, energía eléctrica (distribuida por la CER), oficina de correos, sucursal del Banco Bradesco, sucursal del Banco do Brasil (ancla en fase de actualización ), lotería y red telefónica.
Existen en el municipio 19 escuelas primarias y 1 escuela secundaria . Una biblioteca comunal, 1 mercado público y un estadio.
El  municipio posee un pequeño aeropuerto, no reconocido por la Aeronáutica, y una terminal de transportes.

### Ubicaciones principales
A continuación se muestra una lista de las principales localidades no indígenas del municipio y sus respectivas poblaciones según el censo de 2010.
- 3.711 habitantes - Bonfim (sede)
- 454 habitantes - Vila São Francisco

- 251 habitantes - Vila Nova Esperança
- 520 habitantes - Vila Vileña

La zona urbana de Bomfim posee seis barrios:
- Getúlio Vargas
- São Francisco
- Cidade Nova
- Primeiro de Julho
- 13 de Maio
- Centro